# Рапа-Ити
Рапа-Ити (фр. Rapa Iti) — крупнейший и единственный обитаемый остров из Островов Басса во Французской Полинезии. Кроме Рапа-Ити острова Басса включают необитаемые острова Маротири. Иногда остров рассматривается как часть архипелага Тубуаи, но острова Басса и острова Острал (Тубуаи) имеют различную геологическую, языковую и культурную историю, поэтому правильнее выделять их в самостоятельный архипелаг. В европейской литературе и в повседневном общении остров называют просто Рапа. Историческое название — Опаро. Расположен в 1240 км к югу острова Таити и в 500 км к юго-востоку от острова Раиваваэ. Остров фактически изолирован от остальной Полинезии из-за своей удаленности как от других островов, так и от основных морских транспортных путей.

## География

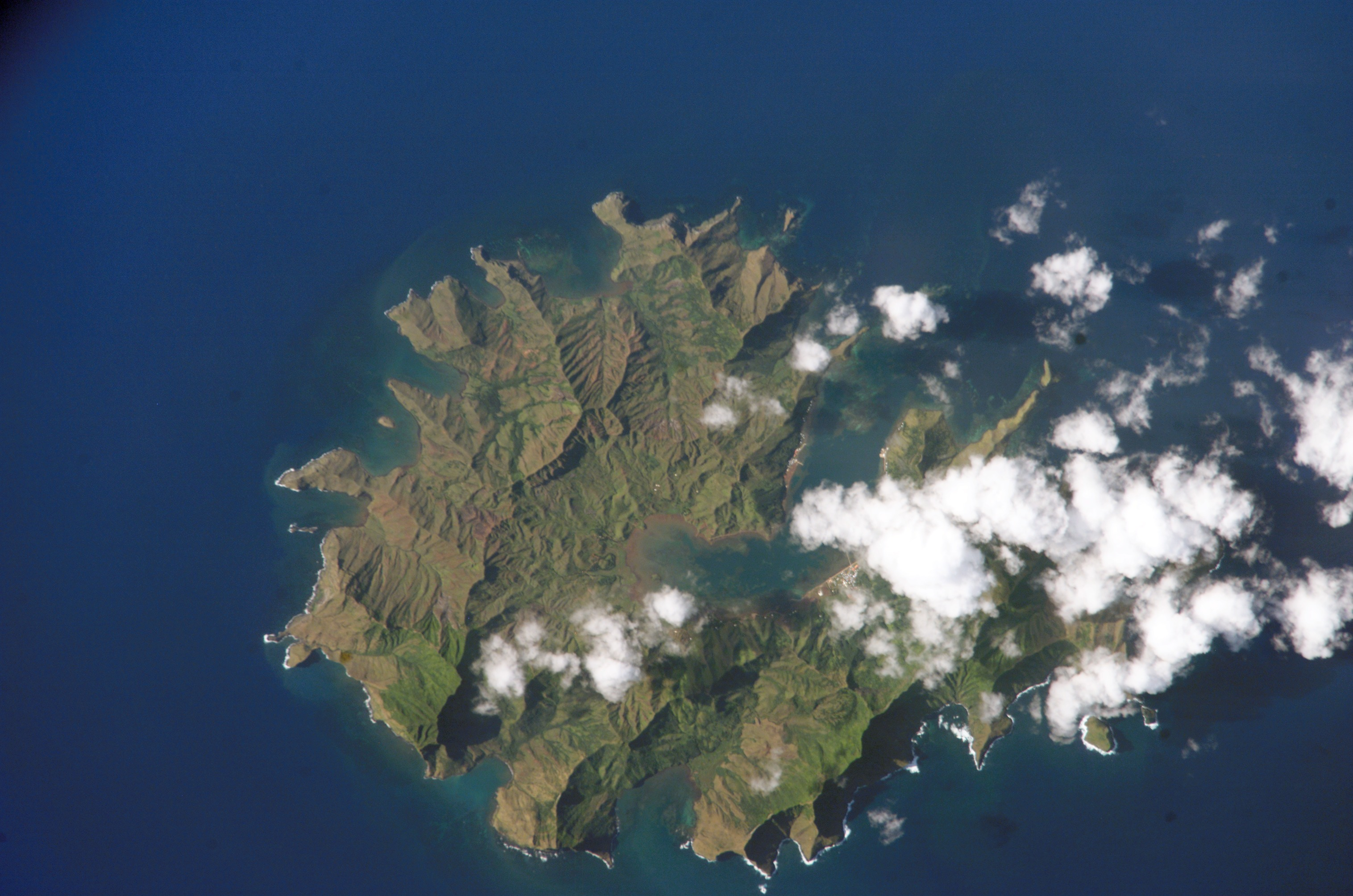
Космический снимок острова.

Координаты острова 27 ° 35’00 "S 144 ° 20’00 "W. Рапа-Ити сформировался в результате вулканического извержения, образовавшего кальдеру открытую в сторону океана. В результате остров оказался почти пополам разделен бухтой Ауреи (Ahurei bay), образованной в результате заполнения океаном кратера вулкана. Кальдера окружена кольцевым хребтом — остатками старого вулкана, поднимающегося на высоту 400—500 м над дном кальдеры, а его высшая точка гора Перау (Mont Perau), достигает высоты 650 м над уровнем моря. Площадь суши составляет около 40 км². По своей форме Рапа-Ити напоминает амфитеатр или букву сигма (ς) греческого алфавита. На берегу бухты Ауреи расположены оба населённых пункта острова: Ареа ('Area) на северной стороне и Ауреи (Ha’uréi) на южной.

## Климат
Климат острова тропический, умеренно влажный, пассатный. Характеризуется более выраженной сезонностью, чем в остальной части Французской Полинезии. Максимальная температура колеблется от 21 °C до 27 °C, минимум 15 °C до 22 °C (градуса по Цельсию). Среднегодовая температура составляет 20 °C. Существенные осадки более 250 см в год. Дожди могут продолжаться более месяца. Часты туманы и пасмурное небо.
| Показатель                    | Янв. | Фев. | Март | Апр. | Май | Июнь | Июль | Авг. | Сен. | Окт. | Нояб. | Дек. |
| ----------------------------- | ---- | ---- | ---- | ---- | --- | ---- | ---- | ---- | ---- | ---- | ----- | ---- |
| Средний суточный максимум, °C | 26   | 27   | 27   | 25   | 23  | 22   | 21   | 21   | 21   | 22   | 23    | 24   |
| Средний суточный минимум, °C  | 21   | 22   | 21   | 20   | 18  | 17   | 16   | 15   | 16   | 17   | 18    | 20   |
| Источник: Climates to travel  |      |      |      |      |     |      |      |      |      |      |       |      |

## История

### Рапа до контакта с европейцами

#### Заселение, историческое развитие

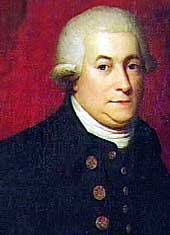
Джордж Ванкувер, первооткрыватель Рапа-Ити

Группа ученых из Австралийского национального университета в Канберре, во главе с профессором А. Дж. Андерсоном, при помощи новейших методов радиоуглеродного датирования, в том числе анализа биологических останков, обнаруженных в болотах острова, с достаточной степенью достоверности установила, что первые полинезийские переселенцы высадились на Рапа-Ити около 1150 г. Учитывая лексические особенности современного рапаитянского языка — они прибыли с Маркизских островов, через Тубуаи. Рапа-Ити был освоен людьми намного позже, чем острова остальной Полинезии , что связано с его изоляцией от основных путей полинезийской миграции и удаленностью от других островов. Постоянное население обосновалось на острове в период между 1200 и 1300 г.г. Борьба за скудные островные ресурсы, быстрый рост населения и экологическая деградация хозяйственных площадей — стали основными причинами возникновения на Рапа-Ити совершенно особого общественного строя, не имеющего аналогов на других островах. Укрепленные поселения, обнаруженные на горных вершинах Рапа-Ити являются визуальным археологическим свидетельством, подтверждающим существование военных столкновений на острове до контакта с европейцами и указывают, что межплеменной конфликт был важным компонентом общественно-политически жизни островитян. Эволюция рапаитянского общества протекала ускоренными темпами. Около 1150 г. на остров высаживаются первые полинезийские путешественники, они поселились недалеко от места высадки, было обнаружено только одно место их компактного проживания в период между 1200 — 1350 г.г. — поселение Тангаруту (Tangarutu), расположенное в прибрежном районе острова к северу от современной деревни Ареа ('Area)'. Ускоренный рост населения, вызванный благоприятными для проживания условиями и обилием продовольствия, стал причиной нехватки сельскохозяйственных площадей и заставил поселенцев расширить ареал своей деятельности в менее благоприятные районы, в период между 1350 — 1450 возникают поселения в глубине острова: Аратануи, Ангаирао, Тага и др. Уже к 1550 г. все сельскохозяйственные земли и водные ресурсы острова достигли максимума своих производственных возможностей. С этого времени население постепенно оставляет поселки на побережье и перебирается в более защищенные природой горные районы Рапа-Ити. Между поселенцами начинается борьба за скудные ресурсы острова, на господствующих горных вершинах строятся укрепления, служившие не только для обороны, но и для охраны посевов таро и наблюдения за соседними племенами. Горные укрепления Рапа-Ити носили названия паре или па. К этому названию добавляли ещё маунга (гора) или тамаки (война). Возможно, что фортификация получила такое необычайное развитие на Рапа-Ити благодаря географическим особенностям острова. Самая высокая крепость острова Карере находилась на высоте 1460 футов (440 м). Великолепным образцом оборонительных сооружений была крепость Те Ваитау, расположенная на высоте 840 футов (260 м). Самой известной из рапаитянских крепостей является Моронго Ута, раскопки которой производились в 1956 году под руководством Тура Хейердала. Археологи обнаружили на Рапа-Ити остатки 14 городков — крепостей, из чего был сделан вывод о существовании 14 племен или кланов, боровшихся между собой. Борьба между племенами была вероятно очень ожесточенной, все города-крепости возведены за довольно короткий временной промежуток, к 1600 г. все население острова перебралось с побережья в горы. Жизнь в крепостях продолжалась и после появления европейцев вплоть до 20-х годов XIX в., когда болезни и алкоголь сократили население острова практически на треть и немногие выжившие поселились вокруг католической миссии в месте, где в настоящее время расположен посёлок Ауреи. 

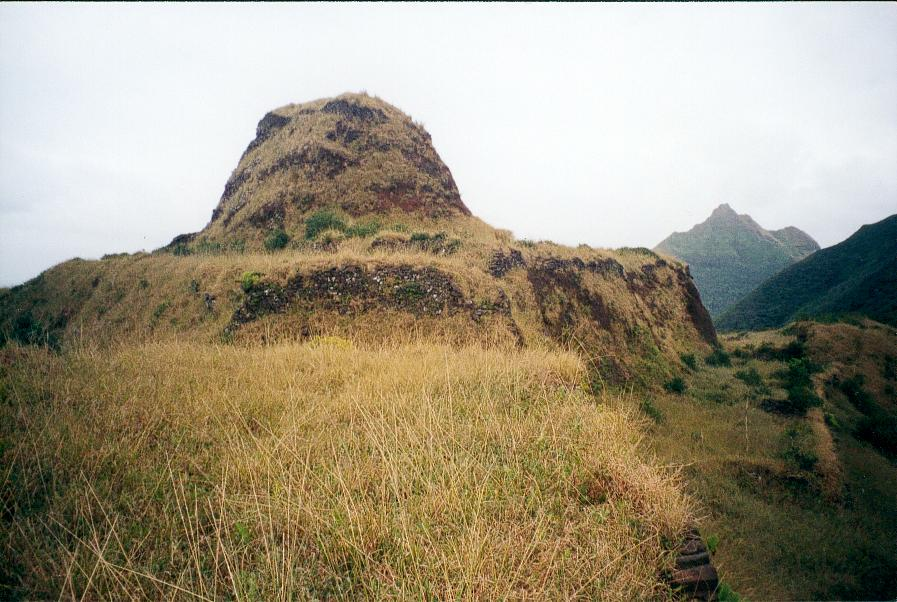
Моронго Ута.

#### Мифология и религия Рапа до европейской колонизации
Сведения о мифологии и дохристианских религиозных представлениях населения Рапа-Ити стали известны нам, в большей части, благодаря отчету Дж. Ф. Г. Стоукса — куратора полинезийской этнологии в гавайском музее Бишопа, который побывав на острове в 1922 году в рамках организованной музеем этнографической экспедиции, собрал и записал устные предания местных жителей. Другим ценным источником сведений о мифологии и верованиях рапаитян являются сообщения христианских миссионеров. Изложенные ими данные, пусть часто неполные, обрывочные и спутанные, дают представление о существовании на острове богатейшей устной литературы, которая, к сожалению, не будучи зафиксированной письменно, в настоящее время безвозвратно утрачена. Антропогонические мифы острова в большей части повторяют аналогичную мифологию остальной Полинезии, хотя и существенно упрощены и сокращены. Согласно местному мифу о сотворении людей первочеловек Тики (Tiki) прибыл на Рапа-Ити прямо с Гаваики ('Avaiki) — прародины всех полинезийцев, на острове он встретил женщину, с которой сочетался браком и породил двух дочерей. Их дочери, наклоняясь, чтобы собирать моллюсков, были оплодотворены щупальцем одного из них, представлявшим на самом деле фаллос самого Тики. Одна из дочерей родила сына, другая дочь — от которых и произошло все население острова. В ряде других вариантов этого мифа происхождение человеческого рода связывается с кровосмешением между Тане (Уакеа, Ронго или Тики) и его дочерью. Подобные мотивы типичны для мифов о родоначальниках во многих мифологических системах, но рапаитяне благопристойно прикрывают факт инцеста моллюском. Неизвестны на Рапа-Ити старшие боги: бог-океан Тангароа (Tangaroa) — глава божественного пантеона практически во всех полинезийских культурах, бог мира, растений и дождя Ронго (Rongo), чтимый полинезийцами от Самоа до Новой Зеландии, бог света и лесов Тане, прародитель всех островитян, мифы острова не упоминают бога неба Атеа (Atea) и богиню земли Папа (Papa, Fa’ahotu), родителей всех богов. Островитянам незнакомы и общеполинезийские культурные герои, даже о знаменитом мореходе Хиро (Hiro), современнике первых рапаанских поселенцев, жившем в XII в., объездившим все острова, легенды о котором знают даже на острове Пасхи, на Рапа-Ити неизвестно. Преподобный Дж. Дэвис, посещавший остров в 1826 году, сообщает, что религия Рапа-Ити аналогична местным религиозным представлениям Таити, но лишена пышного оформления, на Рапа-Ити не обнаружено ни храмовых архитектурных сооружений, ни скульптур божеств. Главные боги острова Папаруа (Paparua) и Поере (Poere) отождествлялись с вполне обыденными предметами, Папаруа представлялся в виде бочонка длиной 5-7 см из волокна кокосового ореха, а Поере был камнем, длиной в 0,3 м, установленным на земле. Эти божества отвечали за самые необходимые нужды островитян, Папаруа был покровителем воинов и охотников, Поере отвечал за обилие пищи и охранял жителей от болезней. Жертвоприношениями богам служила только еда, о человеческих жертвах, известным у других полинезийцев, например маори, сведений не сохранилось. Возможно, что такая простота обрядов напрямую связана с образом жизни рапаитян, в ограниченном пространстве зажатого в горных хребтах города-крепости не было места для размещения крупных храмовых сооружений и воздвижения статуй богам, поэтому храмы строились в виде миниатюрных моделей, где кумиры божеств заменялись подручным материалом в виде плодов и камней.

#### Хозяйственное развитие Рапа в доколониальный период
Экономически Рапа-Ити оказался в куда более тяжелой ситуации, чем соседние острова, здесь слишком прохладный климат для выращивания хлебных деревьев, кокосовых пальм и пизангов, кроме того, Рапа-Ити единственный из островов, освоенных полинезийцами, на который поселенцы не завезли ни свиней, ни собак, ни домашней птицы, возможно животные погибли в пути, возможно не прижились на новом месте, но это ещё более усугубило положение местных жителей. Неприхотливые клубни таро оказались спасением и основной пищей островитян. Как и сейчас, так и сотни лет назад таро готовится одним и тем же способом, клубни заворачивают в листья, запекают в земляных печах, а затем превращают в тесто, растирая пестиками. Но разведение таро требует много пространства, которого на Рапа-Ити не было.

### История Рапа от контакта с европейцами до утраты независимости

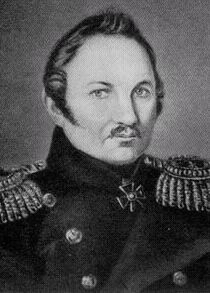
капитан Ф. Ф. Беллинсгаузен, посетивший остров в 1820 году

2 декабря 1791 года остров Рапа-Ити был обнаружен Джорджем Ванкувером, возглавлявшим английскую картографическую экспедицию на барке «Дискавери». На берег англичане не сходили, местные жители вышли в море, навстречу путешественникам на 30 каноэ, переносивших более 300 мужчин — рапаитян. Островитяне предлагали пришельцам пойманную рыбу, вели себя шумно, но не особенно общительно. Ванкувер отмечает, что у туземцев практически не было оружия, кроме нескольких копий и пращей, язык местных жителей он не понял, но уверенно отнес к группе языков островов Острал (островов Тубуаи, то есть полинезийскому). Английский капитан обратил также внимание, что на горных вершинах острова имеются многочисленные укрепления, находящиеся под постоянной охраной вооруженной стражи. Остров получил название Опаро (это было наиболее часто произносимое туземцами слово, запомнившееся Ванкуверу), с тех пор Рапа-Ити появился на морских картах, а европейцы стали нередкими гостями в его прибрежных водах. В 1802 году близ острова прошел английский капитан Роджер Симпсон, работавший на знаменитого предпринимателя и исследователя Австралии Джорджа Басса. Симпсон на барке «Наутилус» направлялся на Таити с целью закупки свинины для колонистов Сиднея, во время своего путешествия он посетил остров Раиваваэ, а двигаясь от него на юг наткнулся на острова Маротири и Рапа-Ити, которые, в честь своего друга и патрона, назвал Бассовы острова (некоторые источники ошибочно называют первооткрывателем островов Маротири самого Басса). 6 сентября 1813 г. остров Рапа-Ити видел другой английский предприниматель Стивен Рейнолдс, направлявшийся с грузом шкур морской выдры от побережья Северной Америки в Гуанчжоу, о чём оставил запись в судовом журнале. 20 июля 1815 г. у острова останавливался корабль «Индевор», отправленный из Сиднея для прокладки маршрута между Новой Зеландией и Маркизскими островами. Экипаж оставил о рапаитянах самые нелестные отзывы, назвав островитян воришками, тащившими все, что попадало им в руки на палубе судна. В январе 1817 г. с рапаитянами общался с борта корабля английский миссионер Вильям Эллис, оставивший описание островитян, вышедших ему навстречу на 30 каноэ. 29 июня 1820 году, два шлюпа российской кругосветной антарктической экспедиции под командованием Ф. Ф. Беллинсгаузена и М. П. Лазарева «Восток» и «Мирный» бросили якоря близ Рапа-Ити и провели у берегов острова два дня. Местные жители отправились на встречу с пришельцами на 22 каноэ на которых находилось около сотни островитян и затеяли с русскими матросами бурную торговлю. Беллинсгаузен просил снабдить экспедицию провизией, но рапаитяне смогли предложить только раков, таро и пои (каша из таро), а сам мореплаватель одарил прибывших островитян «разными безделицами: серёжками, зеркальцами, огнивцами». Жители острова произвели на Беллинсгаузена неблагоприятное впечатление, особенно после того как в первый день они украли спинку стула из кают-компании «Востока», а во второй фалреп с «Мирного» и эти вещи русским пришлось возвращать при помощи ружей. Русский мореплаватель обратил внимание на многочисленные городки — крепости на горных вершинах острова, а также на наличие у рапаитян института вождей. Лейтенант Лазарев привез с Рапа-Ити модель местного каноэ, которую передал в музей Адмиралтейства, а художник П. Н. Михайлов нарисовал портреты рапаитян. Первыми европейцами ступившими на берег Рапа-Ити были члены команды куттера «Грубиян», принадлежащего таитянскому вождю Таати, в июле 1825 г. они похитили двух островитян и доставили их в католическую миссию Таити. Преподобный Дэвис сообщает, что обратить рапаитян в истинную веру не удалось, так как они не понимали таитянского языка и в сентябре 1825г. оба островитянина Папаруа и Аитареру были возвращены на родной остров. В январе 1826 г. преподобный Дэвис предпринимает новую попытку внедрения католицизма на острове, на Рапа-Ити отправляются с миссионерской целью таитяне - 4 мужчин и 2 женщины. Прибытие миссионеров было омрачено мощной эпидемией, вспыхнувшей на острове после визита "Грубияна", одним из первых умер вождь островитян Тераау. Вскоре на остров отправился сам преподобный Дэвис. Пока миссионеры занимались распространением на острове католицизма, король Таити Помаре III преследовал на Рапа-Ити более приземленные цели. Посланные им на остров корабли "Грубиян" и "Минерва" занялись вырубкой и доставкой на Таити ценного сандалового дерева. С той же целью на остров прибыл бриг "Активный", владельцем которого был Ричард Чарлтон - английский консул в Гонолулу, экипаж которого действовал жестко и, несмотря на протесты Дэвиса, убил нескольких рапаитян. Небольшие запасы древесины быстро истощились и европейцы, потеряв к Рапа-Ити былой интерес, покинули остров, оставив жителям после себя вырубленные и искалеченные леса и неведомые доселе болезни. 22 апреля 1826 г. на Рапа-Ити прибыли суда английской торговой компании "Pacific Pearl", капитан этих судов оставил интересное описание рапаитян: "люди ... были очень миролюбивыми и спокойными. Они не татуированы, и, в общем кажутся хорошо сложенными с приятными лицами. Они не говорят на языке маори или на таитянском, а язык их отдаленно напоминает маркизский" . Он же сообщает, что местное название острова звучит как Рапа (O’Rapa) и он кишит крысами. В этот период английские суда регулярно посещают Рапа-Ити, заготовляют сандал, запасаются провизией и пресной водой, чинят корабли, на острове постоянно действует католическая миссия таитянского викариатства.

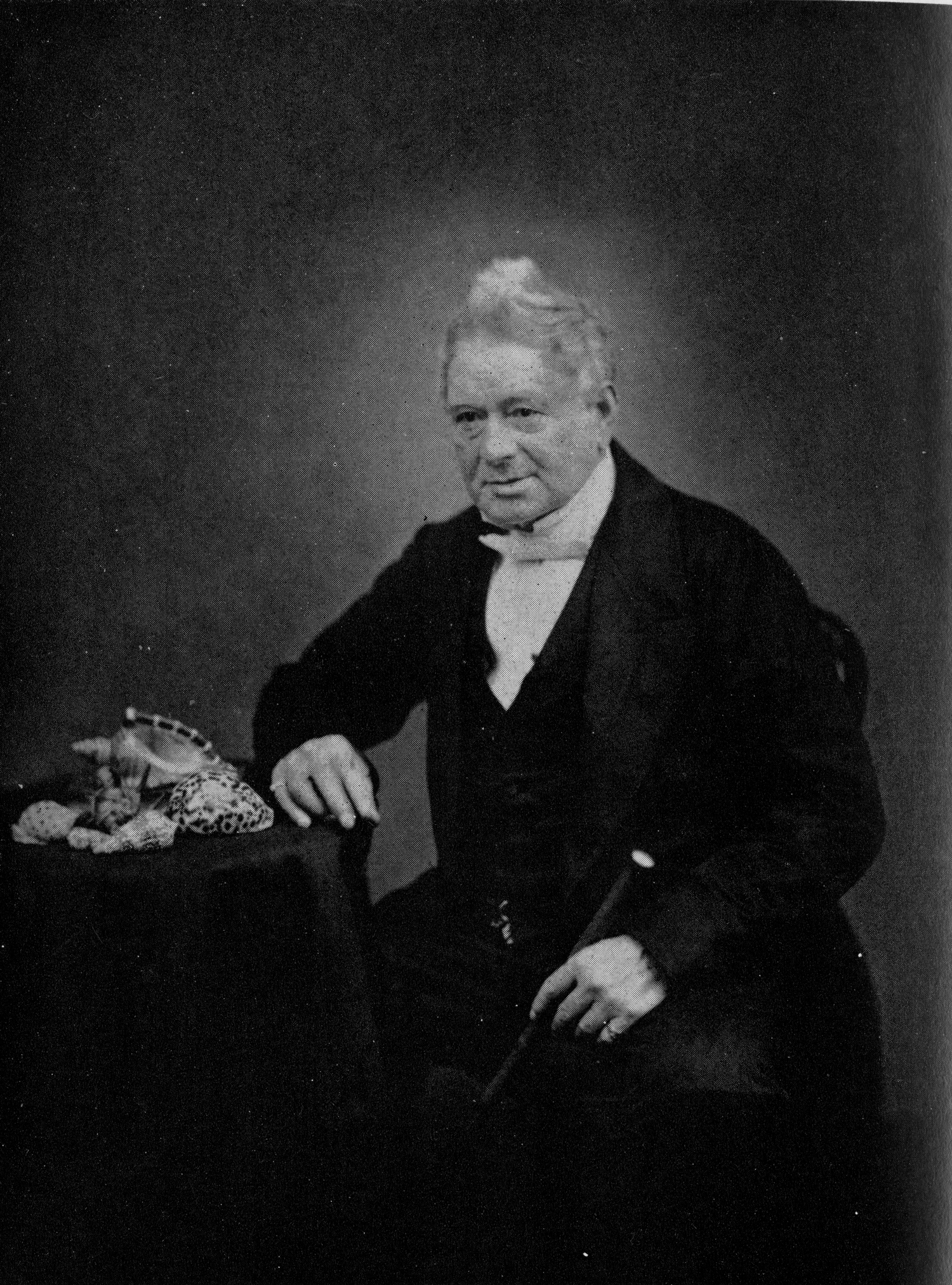
Хью Каминг на фото 1861.

17 мая 1828 г. на острове высадился знаменитый британский естествоиспытатель Хью Каминг, прозванный «королём ракушек» за собранную им по всему свету коллекцию морских раковин. В католической миссии натуралист нашел 14 летнего таитянского мальчика, ставшего его переводчиком при общении с местными жителями и, хотя он провел на острове всего 5 дней, Каминг успел составить довольно подробное описание образа жизни рапаитян, их одежды, жилищ, пищи, орудий труда и пр. Большое количество рапаитян приняли христианство в 1828 году по рекомендации таитянских проповедников из католической миссии и для закрепления результатов викариатство Таити направляет в 1829 году на остров двух "настоящих" проповедников: Джорджа Притчарда и Александра Симпсона. Проповедники провели на Рапа-Ити 10 дней с 14 по 21 апреля 1829 г. и оставили ценные сведения о дохристианских обрядах рапаитян, божествах, которым они поклонялись, общих религиозных представлениях островитян. Записки миссионеров стали доступны благодаря подробному Журналу в котором они фиксировали все свои действия по выполнению порученной миссии . Из этих заметок можно узнать, в частности, что население острова, в результате занесенных европейцами инфекционных заболеваний, сократилось с 2000 человек в 1826 году до 500 человек в 1829 г. Благодаря этим сведениям можно представить себе катастрофические последствия контакта рапаитян с европейцами. Из 2000 островитян, населявших, по данным преподобного Дэвиса, Рапа-Ити в 1826 году за 4 года от эпидемий погибло более трети жителей. Согласно переписи в июне 1831 г., результаты которой приводит тот же Дэвис: "население составило 357 взрослых и 243 ребенка, всего 600 душ".  Французский коммерсант и собиратель полинезийского фольклора Жак-Антуан Моренхаут, посетивший Рапа-Ити в 1834 году, сообщает, что на острове проживает не более 300 человек . Согласно переписи 1836 г. рапаитян осталось 453 человека и их продолжали уничтожать болезни, главным образом алкоголизм и дизентерия. В 60 -х годах XIX в. на остров обрушилась новая беда. Перу, испытывая нехватку рабочих рук, стали рассматривать Тихоокеанский регион как огромный источник бесплатной рабочей силы. Начиная с 1860 г. перуанские корабли совершали рейды на тихоокеанские острова от острова Пасхи до Микронезии, официально они вербовали рабочих добывать гуано у побережья Перу, фактически, путём подкупа и открытого насилия, занимались работорговлей. Только в 1863 году, после того, как викариатство Таити вызвало общественный резонанс в Европе по поводу открытого похищения своей паствы и правительство Франции направило официальный протест, Перу объявило о своей готовности вернуть захваченных полинезийцев на родину. Когда на одном из кораблей, доставлявшим домой жителей Тонга, Токелау и Манихики, вспыхнула эпидемия оспы, капитан и матросы, опасаясь за свои жизни, высадили больных на ближайшем острове, которым оказался Рапа-Ити. Невиданная болезнь едва не сделала остров необитаемым, к 1864 г. на нем осталось только 130 живых островитян . В 1867 году над островом установлен французский протекторат, организация в 1881 году англичанами на Рапа-Ити склада для снабжения своих судов, следующих из Австралии и Новой Зеландии углем, побудила французов, боявшихся утратить контроль над островом, объявить 6 марта 1881 г. об аннексии Рапа-Ити. 18 июня 1887 г. на острове упразднена монархия.

## Административное деление
Остров Рапа-Ити входит в состав коммуны Рапа, которая также включает необитаемые островки Маротири и является частью административного подразделения Острова Острал (Тубуаи).

Флаг коммуны Рапа

| Остров или риф | Площадь суши, км² | Площадь лагуны, км² | Население, чел. (2007) | Административный центр |
| -------------- | ----------------- | ------------------- | ---------------------- | ---------------------- |
| Рапа-Ити       | 40                | —                   | 482                    | Ахуреи                 |
| Маротири       | 0,04              | —                   | —                      | —                      |
| Коммуна Рапа   | 40,04             | —                   | 482                    | Ахуреи                 |

## Население

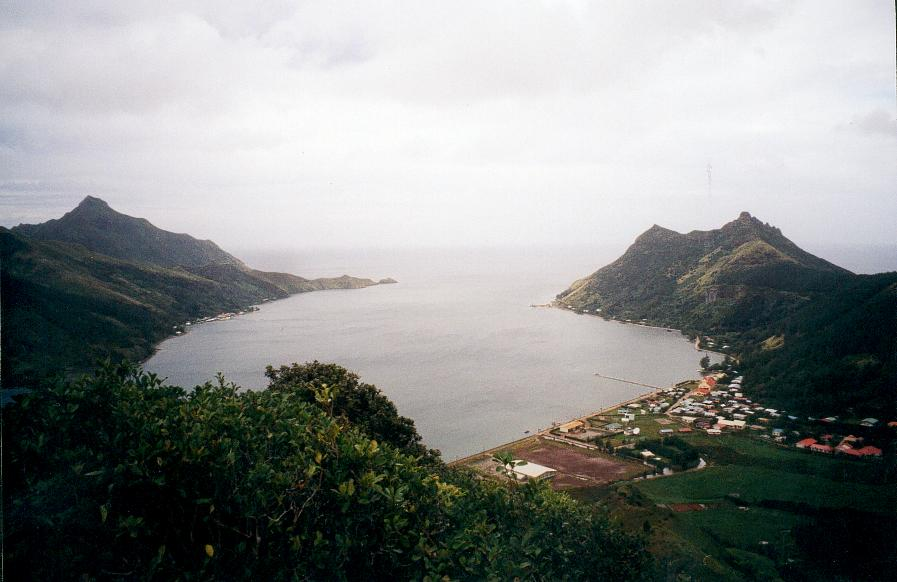
порт Ауреи — адм. центр Рапа-Ити.

Население острова, в связи с его природной изоляцией, однородно в национальном составе — это рапа (в русскоязычных источниках рапаанцы или рапаитяне), потомки первых полинезийских поселенцев Рапа-Ити. Судя по языковым связям их предки прибыли с Маркизских островов и Тубуаи. Основываясь на схожести языковых конструкций некоторые исследователи видят в рапа этническую группу тубуайцев. Основным языком общения на острове является рапаитянский язык или рапа (rapan, эндоэтноним — Рео Рапа или Рео Опаро), который относится к полинезийской группе австронезийской языковой семьи. Внутри полинезийской группы язык рапа относят к восточно-полинезийским языкам, которые, в свою очередь, входят в подгруппу ядерно-полинезийских языков. Ряд исследователей видит в нём один из диалектов языка тубуаи, рапа заметно отличается от остальной части языков в своей группе и имеет достаточно оснований для выделения в отдельную категорию. Рапаитянский имеет общие черты с таитянским, маркизским и тубуаи, но почти 700 лет языковой изоляции сформировали особые языковые формы. Большинство детей и молодежи острова свободно владеют французским. В последние годы XX в. и начале XXI в. долгое время наблюдалась тенденция к сокращению населения острова, связанная с тем, что молодое население в поисках работы покидали Рапа-Ити, уезжая на Таити и другие острова с развитой туристической инфраструктурой. Согласно данным всеобщей переписи численность рапа составляла: в 1996 г. — 521 человек, в 2002 г. — 497 человек, в 2007 г. — 482 человека. Но ситуация стабилизировалась и в 2012 году, по данным последней переписи населения, проведенной французской администрацией, население острова составило 520 человек. Большинство жителей проживает в двух населённых пунктах острова: Ауреи (рапаан. Ha’uréi, фр. Ahurei) в котором проживает около 350 островитян и Ареа ('Area) с населением около 130 человек. Оба поселения расположены друг напротив друга на берегу бухты Ауреи (Ahurei bay). Порт Ауреи, являющийся административным центром Рапа-Ити, основан в 20-е годы XIX в. для удобства европейских судов, проходящих мимо острова, здесь располагались угольные склады, католическая миссия, в порту мореплаватели могли запастись провизией и пресной водой. В поселке есть школа, больница и католическая церковь. Ауреи и Ареа ранее считались одним населённым пунктом, Ареа имела статус пригорода и носила название Северный Ауреи. Плотность населения острова 12 чел. на 1 км². Люди образуют очень сплоченное сообщество.

## Экономика
Основное занятие жителей — выращивание кокосовой пальмы, которая однако дает мало орехов из-за прохладного климата.

## Природа
Умеренный климат острова недостаточно теплый для роста кораллов и кокосовых пальм. На территории Рапа-Ити расположен природный заповедник Французской Полинезии Манатау (Manatau), созданный для защиты животного мира и памятников древней полинезийской архитектуры в южной части острова. Заповедник расположен южнее административного центра острова — поселка Ауреи (Ahuréi) между бухтами Хири (Hiri bay) и Анатаури (Anatauri bay). Остров является домом для многих эндемичных и уязвимых видов птиц в том числе для редчайшего рапаанского фруктового голубя (Ptilinopus huttoni), который обитает только здесь и находится под угрозой из-за потери мест обитания, охоты, хищничества крыс и одичавших кошек. По оценке 1989 — 1990 г.г. на острове обитало 274 особи этих птиц, а территория, пригодная для их обитания составляла менее чем 3 км². Кроме того, на прибрежных скалах острова гнездится не менее редкий буревестник Мерфи и таитийский кроншнеп, который преодолевает 6000 км, чтобы прилететь сюда на зимовку с Аляски. Из-за своего значения для этих видов птиц места их обитания были определены в качестве орнитологических территорий Международной организацией по защите птиц и сохранению их среды обитания. Растительность заповедника представлена тропическими и вторичными тропическими лесами, которые фактически уничтожены на остальной территории острова вырубкой, пожарами, выгулом коз и крупного рогатого скота.

## Культурное наследие
На острове большое количество природных и исторических памятников, в список культурного наследия Французской Полинезии включено более 50 объектов Рапа-Ити: пещеры, гроты, водопады, исторические сооружения.
Остров Рапа-Ити прославился своим знаменитым хоровым ансамблем, носящим название «Таитянский хор». В ансамбле 126 певцов — мужчин и женщин, что составляет примерно треть островитян, то есть практически все взрослое население острова. Их песни представляют собой традиционные полинезийские музыкальные спектакли (himene) и являются продуктом смешения европейских христианских гимнов с традиционной музыкой Полинезии. Считается, что песни исполняются на таитянском языке, видимо благодаря названию, которое придумал для ансамбля французский продюсер, на самом деле хор поет на своем родном языке рапа. Исследователи предполагают, что рапа имели песенные традиции ещё до прибытия христианских миссионеров, и по сей день рапаанские песни представляют собой устную историю их культуры. Произведения «Таитянского хора» стали известны благодаря французскому джазовому исполнителю Паскалю Нэбету-Мейеру, который сделал в 90-е годы XX в. для полинезийской музыки то же, что в своё время Рай Кудер для кубинской — записал её и успешно популяризировал в мире. «Таитянский хор» на сегодняшний день выпустил два музыкальных альбома и одно переиздание. Записи произведений хора производит Нэбет-Мейер, являющийся его продюсером. Нэбет-Мейер, собирая материалы о музыке рапа, обнаружил самую старую известную запись песен в их исполнении, сделанную на восковом валике в 1906 году, которая хранится теперь в Музее Бишопа на Гавайях.

## Туризм
Специальных туров на остров не проводится, поэтому посетить Рапа-Ити гораздо сложнее, чем другие острова Французской Полинезии, сделать это можно только на контейнеровозе Tuhaa Pae IV (в буквальном переводе пять округов, видимо связано с административным делением Таити), пароходства Острал (Société de Navigation des Australes), приспособленного и для перевозки пассажиров. Судно базируется на Папеэте и три раза в месяц перевозит грузы и пассажиров по маршруту Таити — Руруту — Риматара — Тубуаи. Один раз в месяц корабль делает остановку и на Рапа-Ити. Судно сменило в июле 2012 г. устаревший Tuhaa Pae III, но начало навигацию по маршруту только с 5 января 2013 г., так как оказалось, что из-за своих крупных размеров, корабль не может пришвартоваться в порту Руруту, основном пункте назначения своего плавания. На корабле предусмотрено трехразовое питание. Цена на билеты достаточно высокая и зависит от класса каюты: стоимость проезда от Папеэте до Рапа в общей каюте с ночевкой на односпальной двухъярусной кровати обойдется в 67 €; путешествие в отдельной каюте с персональным спальным местом в 129 €, а в каюте класса люкс (разница в наличии уборной и душа) будет стоить 392 € в ценах на 2013 г.

## Интересные факты
- В середине прошлого века на Рапа-Ити в ходе своей экспедиции побывал Тур Хейердал. На острове в горах он провел раскопки и, как он описал в своей книге «Аку Аку», в десятой главе под названием «Моронга Ута, город подоблачных развалин», обнаружил древние постройки, огромные для такого маленького затерянного в океане острова.
- Благодаря удаленности острова, в 1918 году жандармы полицейского поста на Рапа-Ити узнали от матросов зашедшего в бухту корабля одновременно и о начале Первой мировой войны в 1914 году и о её окончании.